# Gina DiMartino
Gina DiMartino (* 31. Juli 1988 in Massapequa, New York) ist eine ehemalige US-amerikanische Fußballspielerin.

## Karriere

### Vereine
Di Martino spielte während ihres Studiums am Boston College für die dortige Hochschulmannschaft, die Boston College Eagles. Parallel dazu lief sie sporadisch für Long Island Fury in der WPSL und die Long Island Rough Riders in der W-League auf. Ihre ersten Profieinsätze hatte sie ab dem Jahr 2010 bei der WPS-Franchise Philadelphia Independence, wo sie in zwei Jahren jedoch nicht über den Status einer Ergänzungsspielerin hinauskam. Nach der Auflösung der WPS vor der Saison 2012 wechselte sie zu New York Fury in die neugegründete WPSL-Elite und nach zwei Spielzeiten dort weiter zum zyprischen Erstligisten und Champions-League-Teilnehmer Apollon Limassol.

### Nationalmannschaft
DiMartino gewann mit der U-20-Nationalmannschaft der USA die Weltmeisterschaft 2008 und kam im Turnierverlauf zu zwei Einsätzen.

## Privates
DiMartinos Schwestern Tina (* 1986) und Vicki (* 1991) sind ebenfalls professionelle Fußballspielerinnen.